# Ion Aramă
a nu se confunda cu Ion Aramă (regizor)
Ion Aramă (n. 18 octombrie 1936 – d. 26 septembrie 2004, București) a fost un scriitor român, prozator, publicist și ofițer de marină.

## Biografie
Ion Aramă a fost unul dintre cei mai prolifici scriitori militari de la sfârșitul secolului trecut. Cărțile sale, publicate între 1959 și 2002, ocupă un întreg raft de bibliotecă (30 de volume originale, la care se adaugă 9 traduceri din literatura universală). Printre cele mai cunoscute romane scrise de Ion Aramă sunt cele construite în jurul evenimentelor din primul și cel de-al doilea război mondial: Trecătoarea de fier, Câmpia de foc, Ultima redută, Detașamentul Călina, Mareșalul și soldatul, Am fost cu toții soldați și cele inspirate din viața marinarilor militari –Cu Bricul Mircea în jurul Europei, Rapsodia albastră, Furtuna albă, Țărm fără catarge, Ne-așteaptă marea.(5)
Ion Aramă s-a născut pe 18 octombrie 1936 la București. Tatăl lui, Dumitru Aramă, fost timonier pe pachebotul „Împăratul Traian”, l-a îndemnat spre Liceul Militar de Marină din Galați, unde Ion și-a găsit dragostea pentru mare și pentru viața ostășească. În anii de liceu a trimis reportaje și poezii la Flota patriei, gazeta Marinei Militare editată pe atunci la Constanța. A fost remarcat de tânărul locotenent Constantin Lambă, care s-a dus personal la Galați, pentru a-l cunoaște, și după terminarea liceului, a fost cooptat în echipa redacțională de la Flota patriei. (4)  Între ianuarie 1955 și decembrie 1968, a fost redactor la gazeta Flota Patriei, unde a lucrat cu Mircea Giosanu, Constantin Lambă și Dan Mihale. A debutat în 1956 cu volumul de versuri Marinar de Frunte.
În 1953 fiind elev Liceul Militar de Marină, a navigat cu celebra navă școală "Bricul Mircea", și cîțiva ani mai tîrziu  (1967 - 1968),  a însoțit echipajul navei școală în alte două călătorii, care i-au fost sursa de inspirație pentru volumul "Cu Bricul Mircea în jurul Europei" – note de călătorie, publicat la Editura Militară în 1970.
A urmat  cursurile Facultății de Limba și literatura română de la Universitatea București pe care a absolvit-o în 1964 și a susținut examenul de licență în 1969. A devenit membru al Uniunii scriitorilor (1972).
În 1971 Ion Aramă a scris romanul științifico-fantastic Stăpânul oceanului care a apărut în foileton în numerele 387 - 389 ale Colecției „Povestiri științifico-fantastice”.
După ce s-a mutat la București în 1968, și până în 1981 Ion Aramă a fost redactor la redacția de literatură beletristică a Editurii Militare a Ministerului Apărării Naționale. În acest timp a fost redactor la peste 150 de cărți. A lucrat cu Nichita Stănescu la volumul Un pămînt numit România, cu D.R. Popescu la Prea mic pentru un război atît de mare, cu Virgil Carianopol, Laurențiu Fulga, Gheorghe Tomozei, Marin Preda, Ion Grecea și alții. În 1976 a prelucrat literar cartea Sergent în linia întâi, a lui Alexandru Buligă, care a luptat în al doilea război mondial. In tot acest timp Ion Aramă a făcut eforturi pentru promovarea literaturii militare participând la numeroase cenacluri literare, întâlniri cu cititorii și simpozioane. In 1973 a fost decorat cu medalia "Meritul militar clasa a II-a.”
Între 1981 și 1987 a fost redactor principal la ziarul Apărarea patriei, apoi redactor-șef adjunct la revista Viața militară și la Îndrumătorul cultural și artistic din armată (1987-1993). În această perioadă a vizitat aproape toate regimentele din România,  a intervievat veterani și martori oculari din primul și al doilea război mondial, ale căror relatări le-a folosit in reportajele și romanele sale. A participat la emisiuni radio (Ora Armatei) și a fost membru în juriul etapei republicane a Festivalului național Cântarea României. În 1985, Ion Aramă a condus la ziarul Apărarea patriei campania de presă consacrate „împlinirii a 40 de ani de la victoria împotriva Germaniei hitleriste. A asigurat un număr mare de pagini de ziar semnate de istorici, și a scris personal materiale inspirate din faptele de arme ale ostașilor români pe frontul antihitlerist”. (3)
"A fost membru al Consiliului de conducere al colegiului de redacție al revistei Viața militară, precum și membru al biroului Cenaclului scriitorilor militari. Cunoscător al limbilor engleză, franceză și rusă, s-a implicat în editarea versiunilor pentru străinătate a revistei Viața militară, devenită după decembrie 1989 Viața armatei, după cum Îndrumătorul cultural s-a transformat în Caietul cultural artistic ostășesc, Ion Aramă ajungând acum redactor-șef al acestei ultime publicații." (1)
In 1988 a susținut teza de doctorat la Universitatea București și a devenit doctor în filologie cu o lucrare originalǎ despre motivul cālātoriei in literatura fantasticā a secolului XIX . Tot in 1988 a fost avansat la gradul de colonel. După ce a fost trecut în rezervă în 1993, a lucrat în cadrul unor edituri bucureștene precum Phobos sau Detectiv, a fost membru fondator al revistei Ligii navale și redactor șef al revistei Marea Noastră pentru tineret. S-a stins din viață intempestiv, pe 26 septembrie 2004, la București.
Note critice
Scriitor realist de mare anvergură, printre cei mai prolifici din generația sa, Ion Aramă [...] a zugrăvit cu pasiune și talent un tablou amplu, de referință pentru istoria literaturizată a războaielor românilor, lucrând până în ultima clipă acasă, cu statornică abnegație, dând la iveală creații proprii și traduceri. (1)
Scriitorul Ion Aramă a publicat 30 de cărți. Deși tematica a cunoscut cu timpul o diversificare (romane inspirate din viața marinarilor militari, romane de război, de acțiune, istorice, pentru copii etc.) critica literară l-a perceput ca pe unul din cei mai atrăgători scriitori din mediul marinăresc și l-a așezat, cu o anumită parcimonie, între Jean Bart și Radu Tudoran. Indubitabil, stilul său îmbină culoarea și gustul pentru exotic al celui dintîi cu poezia și mobilitatea imaginativă al celui de-al doilea. Tehnica epică este însă inconfundabilă. Naturalețea dialogului, propozițiile scurte, percutante, care creează un ritm alert, bogăția lexicală, tensiunea conflictuală acumulată gradat, fundalul veridic de epocă, reflectând cu minuție starea de spirit, ipostazele limită în care sunt surprinși marinarii militari, extraordinara camaraderie dintre soldați și ofițeri, fără urmă de aliniere ideologică, dau cărților despre mare semnate de Ion Aramă o vrajă și o prospețime continue.
Referitor la romanele de război și istorice apărute mai tîrziu, putem vorbi despre ingeniozitatea decodificării documentelor de arhivă și despre maniera originală și temerară de a evita la minimum implicarea politică și de a nu face concesii cenzurii. Toate acestea au făcut ca romanele lui Ion Aramă să aibă un mai mare succes la publicul cititor decît la critica oficială. În sprijinul acestei afirmații vine și faptul că romanele sale s-au aflat de trei ori în topul vînzărilor.
Nu întîlnim la Ion Aramă tactica de dedublare a sensului, acea vocație esopică, în sensul uzitat și apreciat de Laurențiu Ulici. Ion Aramă merge la țintă - și la inima cititorului - cu o sinceritate dezarmantă. Romanele sale par acum ca niște fotografii sepia ale unei epoci revolute. Se constituie într-o frescă de crîmpei social. Acest lucru dă perenitate și soliditate operei lui Ion Aramă, unul dintre cei mai de seamă scriitori care, cu onoare, a purta uniforma militară.(2)

## Opera literară
- Marinar de frunte versuri, 1956
- Echipajul navei R-305 nuvelă, 1961
- Catarge la orizont nuvelă, 1963
- Pasagerul clandestin povestire, 1965
- Ne-așteaptă marea roman, 1968
- Vigilenți la datorie schițe, 1968
- Vedeta 70 atacă povestire, 1969
- Cu Bricul Mircea în jurul Europei note de călătorie, 1970
- Stăpânul oceanului fictiune stiintifică, 1971
- Rapsodie albastră roman, 1971
- Furtuna albă roman, 1972
- Gloria de toate zilele roman, 1974
- Luntrașii lui Vlad Vodă roman, 1975
- Alarmă la Dana zero roman, 1975
- Tărm fără catarge roman, 1976
- Ultima redută roman, 1977
- Trecătoarea de fier roman, 1977
- Câmpia de foc roman, 1978
- Oamenii visează trandafiri roman, 1979
- Stinca speranței roman, 1980
- Strada Ancorei roman, 1980
- Tronsonul B.N. roman, 1983
- Am fost cu toții soldați roman, 1985
- Poligonul cu trandafiri roman, 1987
- Detașamentul Calina roman, 1989
- Pericol în amonte roman, 1990
- Singur împotriva lui Ceausescu publicistică, 1991
- Mareșalul și soldatul roman, 1992
- Nu trage, Sahib! roman, 2001
- Soldații ultimei sanse roman, 2002